# Љубомир Влачић
Љубомир Т. Влачић (Шековићи 20. јун 1957) је пензионисани пуковник Војске Републике Српске. Био је ратни командант бирчанске лаке пјешадијске бригаде у периоду од 13. јула 1995. године до краја рата.

## Биографија
Завршио је 1976. средњу војну школу, смјер артиљерија, затим Војну академију копнене војске, смјер артиљерија, и Генералштабну академију. У ЈНА је службовао у Ђакову и Бијељини. Био је командант мјешовитог противоклопног артиљеријског дивизиона. У ВРС је ступио 12. маја 1992. Био је командант пјешадијске и артиљеријске бригаде. Активна служба му је престала 20. фебруара 2002. Након рата је три године био на челу Петог корпуса ВРС са сједиштем на Сокоцу, односно дивизије. Одмалена носи надимак Буба. Живи у Зворнику.

## Одликовања и признања
Одликован у ЈНА:
- Орден за војне заслуге са сребрним мачевима

Одликован у ВРС:
- Орден Милоша Обилића